# Let Me Roll It
Singles de Wings
Mrs Vandebilt
(1973) Band on the Run
(1974)
Pistes de  Band on the Run
Mrs Vandebilt Mamunia
Let Me Roll It est une chanson du groupe de rock Wings, sortie sur leur album de 1973 Band on the Run. La chanson est également sortie en tant que face B de Jet au début de 1974 et est restée un incontournable des concerts live du cofondateur du groupe et ancien Beatle Paul McCartney depuis sa première sortie.

## Création
Certains critiques, comme Jon Landau du magazine Rolling Stone, ont vu la chanson comme un pastiche du son de John Lennon, en particulier le riff et l'utilisation de l'écho sur les voix. Paul McCartney, cependant, n'avait pas l'intention que la chanson soit un pastiche de son ancien coéquipier des Beatles. Il a dit que la voix « ressemble à John... Je n'avais pas réalisé que je l'avais chanté comme John. » Ce dernier reprendra le riff guitare dans sa chanson Beef Jerky sur son album Walls and Bridges en 1974.
En revanche, la chanson est bien inspirée du travail d'un autre Beatle, George Harrison. Le titre provient d'un vers de la chanson I'd Have You Anytime, qui ouvre l'album All Things Must Pass : "Let me roll it to you".

## Performances en concert
Let Me Roll It a été régulièrement jouée par les Wings pendant leur tournée Over the World. McCartney a interprété à nouveau la chanson pendant sa tournée New World Tour et elle a fait partie de chaque tournée depuis. Il a également inclus des versions live de la chanson sur plusieurs albums, y compris Wings over America, Paul Is Live, Back in the U.S., Back in the World et Good Evening New York City.

## Personnel
- Paul McCartney – chant, guitare, basse, batterie
- Linda McCartney – chœurs, claviers
- Denny Laine – chœurs, guitare